# Evangelische Kirche (Małga)
Bei der Kirche in Małga (deutsch Malga) handelt es sich um ein nicht mehr vorhandenes Gotteshaus. Lediglich die Ruine des Kirchturms ist erhalten. Bis 1945 war sie die Pfarrkirche des evangelischen Kirchspiels Malga im ostpreußischen Kreis Neidenburg, heute im Powiat Szczycieński (Kreis Ortelsburg) der polnischen Woiwodschaft Ermland-Masuren.

## Geographische Lage
Die Ortsstelle von Malga liegt am Westufer des Flusses Omulew (Omulef) zwischen den Städten Szczytno (Ortelsburg) und Nidzica (Neidenburg) im südlichen Osten der Woiwodschaft Ermland-Masuren. Nur noch Landwege führen zu dem kaum noch erkennbaren Ort, dessen Kirchturmruine in der einstigen Dorfmitte aber noch Wegzeichen ist.

## Kirchengebäude

### Kirche aus dem 16. Jahrhundert
Ob bereits in vorreformatorischer Zeit in Malga eine Kirche vorhanden war, ist nicht belegt. Möglich ist die Errichtung eines Gotteshauses bereits kurze Zeit nach der am 25. Juni 1403 erfolgten Ortsgründung. Eine erste sichere Nachricht stammt aus dem Jahre 1574. Und anlässlich einer Kirchenvisitation in Malga wurde dann 1706 ein baufällige Kirche und die Notwendigkeit eines Anbaus erwähnt.
Bei dieser Kirche handelte es sich um einen Holzbau, der 1722 einen ebenfalls aus Holz gefertigten Turm erhielt. Seine Grundform war ein Sechseck bei einer Länge von 47 Fuß (ca. 15 Meter), einer Breite von 27 Fuß (ca. 8,5 Meter) und einer Höhe von 27 Fuß (ca. 5 Meter). Der viereckige Turm war an der Westseite angebaut. Durch ihn führte eine Tür ins Kircheninnere, ebenso wie durch eine zweite Tür in einem Vorbau an der Südseite. Die Decke im Kirchenschiff war flach gehalten, über den Fenstern waren Rundbogen angebracht. Der Altar befand sich auf einem aus Ziegelsteinen gemauerten Aufsatz, während die Holzkanzel an der Wand gegenüber dem Altar stand.
Im Jahre 1807 wurde Malga von französischen Truppen besetzt. Die Kirche diente als Pferdestall, nachdem zuvor das Gebäude innen verwüstet und die Kirchenbänke verheizt worden waren. Nach umfangreichen Restaurierungsarbeiten konnte die Kirche erst am 3. Januar 1819 wieder neu eingeweiht werden. Im Jahre 1858 erhielt die Kirche in Malga die alte Orgel aus der Kirche in Jedwabno.

### Kirche von 1902
In den Jahren 1901 und 1902 erhielt Malga eine neue Kirche. Es handelte sich um einen massiven neugotischen Ziegelbau mit einem – aufgrund der erhöhten Lage weithein sichtbaren – Turm an der Nordwestecke des Kirchenschiffs. Die Bauausführung erfolgte durch die Firma Doehlert in Neidenburg. Im Kircheninnern bildeten Altar und Kanzel ein Ganzes. Die neue Orgel fertigte der aus Böhmen stammende Orgelbauer Carl Novak in Königsberg (Preußen) (russisch Kaliningrad) an. Die beiden Glocken stammten aus den Jahren 1637 und 1729.
Nach dem Zweiten Weltkrieg wurde das Gebiet zwischen Malga, Malgaofen (polnisch Niedźwiedź, nicht mehr existent) sowie Kannwiesen (Chwalibogi) und Gartenau (bis 1938 Saddek, polnisch Sadek, beide nicht mehr existent) wie auch Windau (bis 1938 Puchallowen, polnisch Puchałowo) ein militärisches Übungsgelände. Die Dörfer wurde nahezu gänzlich verwüstet, lediglich der Kirchturm in Malga blieb als Aussichtsturm für militärische Zwecke erhalten. Im Jahre 1993 zog sich das Militär zurück und das Gebiet wurde als „Rezerwat przyrody Małga“ zum Naturschutzgebiet erklärt, weithin erkennbar an der jetzt dem Verfall preisgegebenen Ruine des Kirchturms.

## Kirchengemeinde

### Kirchengeschichte
Seit wann es in Malga eine Kirchengemeinde, zumal auch eine evangelische Kirchengemeinde gibt, ist nicht bekannt. Malga war über Jahrzehnte eine Filialgemeinde der Pfarrei in Jedwabno (1938 bis 1945 Gedwangen) und gehörte bis 1945 zum Kirchenkreis Neidenburg in der Kirchenprovinz Ostpreußen der Kirche der Altpreußischen Union. Im Jahre 1721 wurde Malga ein selbständiges Kirchspiel, blieb aber mit Jedwabno pfarramtlich verbunden. Erst 1889 wurde Malga eigenständig mit einer eigenen Pfarrstelle. Im Jahre 1925 zählte es 1350 Gemeindeglieder. Das Kirchenpatronat oblag den staatlichen Organen.
Flucht und Vertreibung der einheimischen Bevölkerung setzten dem Leben der Kirchengemeinde in Malga ein Ende. Das Kirchengebäude war zerstört, und die Ansiedlung eines Truppenübungsplatzes besorgte den Rest. Kirchlich gesehen liegt die Region um Malga heute in der Diözese Masuren der Evangelisch-Augsburgischen Kirche in Polen. Die nächste Kirche befindet sich in Jedwabno, die heute eine Filialkirche der Pfarrei in Pasym (Passenheim) ist.

### Kirchspielorte
Bis 1945 gehörten acht Dörfer, die zum Teil aus der Kirche Jedwabno umgepfarrt worden waren, zum Kirchspiel Malga:
| Deutscher Name                 | Polnischer Name |  | Deutscher Name             | Polnischer Name |
| ------------------------------ | --------------- |  | -------------------------- | --------------- |
| *Dembowitz 1935–1945: Eichenau | Dębowiec        |  | Malgamühle                 | Przeganisko     |
| Habichtsberg                   | Jastrzębiec     |  | Omulefmühle                | Przysowy        |
| *Malga                         | Małga           |  | *Rekownitza                | Rekownica       |
| *Malgaofen                     | Niedźwiedź      |  | Uszannek 1938–1945: Trotha | Uścianek        |

### Pfarrer
Bis 1889 wurde die Kirche in Malga durch Pfarrer der Kirche in Jedwabno betreut.
An der Kirche in Malga amtierten von 1889 bis 1945 als evangelische Geistliche die Pfarrer:
- Friedrich H.O. Gerß, 1889–1891
- Aug. Eduard Waklter Dziobeck, 1891–1896
- Otto Richard Grzybowski, 1896–1904
- Eduard Bachor, 1904–1911
- Arthur Brodowski, 1921–1924
- Egon Bellmann, 1925–1933
- Walter Jos, 1933
- Joachim von Malm, 1933–1936
- Karl Bonacker, 1939–1945